# 中国人民政治协商会议第一届全国委员会委员名单
中国人民政治协商会议第一届全国委员会共有委员198人，任期为1949年10月至1954年12月。

## 主席、副主席、秘书长
- 主席：毛泽东
- 副主席：周恩来、李济深、沈钧儒、郭沫若、陈叔通
- 秘书长：李维汉

## 常务委员
毛泽东、刘少奇、周恩来、李维汉、李济深、王昆仑、蒋光鼐、张澜、沈钧儒、章伯钧、黄炎培、陈叔通、章乃器、郭沫若、马叙伦、张奚若、杨秀峰、乌兰夫、朱德、林彪、刘宁一、邓颖超、冯文彬、沈雁冰、梁希、吴鸿宾、陈嘉庚、邵力子
1953年2月7日第四次会议增补：
林伯渠、邓小平、胡乔木、张治中、罗隆基、施复亮、马寅初、许广平、黄琪翔、许德珩、陈其尤、蒋南翔、刘长胜、史良、李四光、钱三强、盛丕华、李德全、包尔汉、桑吉悦希、廖承志、吴耀宗、熊克武

## 委员
毛泽东、刘少奇、周恩来、林伯渠、董必武、陈云、彭真、王稼祥、李维、李济深、陈劭先、朱蕴山、李任仁、余心清、郭春涛、王昆仑、蔡廷锴、蒋光鼐、张澜、罗隆基、周新民、楚图南、曾昭抡、沈钧儒、沙千里、章伯钧、郭冠杰、黄炎培、章乃器、胡厥文、施复亮、陈巳生、郭沫若、马寅初、张奚若、李达、符定一、马叙伦、许广平、陈其尤、陈演生、许德珩、黎锦熙、谢雪红、蔡乾、冯文彬、蒋南翔、萧华、马明方、杨明轩、杨秀峰、蓝公武、张鼎丞、荣德生、林枫、车向忱、黄克诚、张轸、方方、陈汝棠、乌兰夫、奎璧、张友渔、周叔弢、杜国庠、任谦、朱德、徐向前、彭德怀、赵寿山、邓小平、高树勋、粟裕、何基沣、林彪、陈明仁、陈漫远、吴奇伟、刘宁一、刘长胜、刘子久、张维桢、易礼容、李凤莲、邓颖超、李德全、史良、陈少敏、张琴秋、沈兹九、张晔、王国华、谭余保、胡明、李景膺、李秀真、廖承志、钱三强、吴晗、谢邦定、方光宇、宋锡恒、陈叔通、盛丕华、李范一、简玉阶、包达三、宋棐卿、刘晓、潘汉年、朱俊欣、蒉延芳、沈雁冰、周扬、郑振铎、梁希、李四光、侯德榜、陈绍禹、邓初民、樊弘、成仿吾、叶圣陶、林砺儒、胡乔木、金仲华、王芸生、潘震亚、宦乡、李承干、吴鸿宾、张冲、朱早观、桑吉悦希、朱德海、王國興、陈嘉庚、司徒美堂、戴子良、蚁美厚、庄明理、费振东、吴耀宗、马坚、赵朴初、宋庆龄、陶孟和、董鲁安、钱昌照、萨镇冰、李书城、张元济、何燏时、黄琪翔、李明灏、李明扬、宁武、陈瑾昆、陈其瑗、张文、冷遹、张治中、邵力子、章士钊、黄绍竑、颜惠庆、江庸、程潜、傅作义、邓宝珊、董其武、林遵、邓兆祥、刘善本、周信芳、梅兰芳、赛福鼎、阿不都哈依尔·吐烈、赵占魁、李时良
1951年10月28日第三十一次会议增补：
达赖喇嘛·丹增嘉措、班禅额尔德尼·确吉坚赞、阿沛·阿旺晋美、熊克武、刘文辉、卢汉、周素园、卢作孚、包尔汉、陶峙岳、陈绍宽、黄松坚、邓华、周震鳞、梁漱溟、胡文耀、梅龚彬、唐生智